# ガダミス語
ガダミス語は、ベルベル語の一種である。リビアのトリポリタニアのアルジェリアとチュニジアの国境近くのオアシス都市ガダミスで話されている。アイトワジテン方言、エルトウリド方言の2つの方言がある。

## 参照
1. ↑   Ghadamès at Ethnologue (17th ed., 2013)